# Хлопчиці (зупинний пункт)
Хло́пчиці — пасажирський залізничний зупинний пункт Львівської дирекції Львівської залізниці.
Розташований між селами Хлопчиці та Долобів, Самбірський район Львівської області на лінії Оброшин — Самбір між станціями Калинів (12 км) та Рудки (6 км).
Станом на червень 2023 року щодня шість пар електропотягів прямують за напрямком Львів — Сянки.